# Estamira
Pour plus de détails, voir Fiche technique et Distribution.
Estamira est un film brésilien réalisé par Marcos Prado en 2004 et sorti en 2006.

## Fiche technique
- Titre : Estamira
- Réalisation : Marcos Prado
- Scénario : Marcos Prado
- Photographie : Marcos Prado
- Son : Leandro Lima et Rodrigo Noronha
- Montage : Tuco
- Musique : Pedro Igel - Décio Rocha
- Production : Zazen Produçoes Audiovisuais
- Pays :  Brésil
- Durée : 115 minutes
- Date de sortie : Brésil - 28 juillet 2006

## Distribution
- Estamira

## Récompenses
- Grand prix de la compétition internationale au Festival international de cinéma de Marseille 2005[1]
- Prix FIPRESCI à la Viennale 2005[2]